# Kogałym
Kogałym (ros. Когалым) – miasto w Rosji, w Chanty-Mansyjskim Okręgu Autonomicznym – Jugrze, w rejonie surguckim. Administracyjnie jednak Kogałym nie wchodzi w skład tego Rejonu, stanowiąc miasto wydzielone Chanty-Mansyjskiego OA – Jugry.
Miasto znajduje się między rzekami Ingu-Jagun i Kiriłł-Bysjagun.
Założone w roku 1975 w związku z eksploatacją złóż ropy naftowej i gazu ziemnego, prawa miejskie od 15 października 1985 r.
Gospodarka miasta związana jest ściśle z przemysłem naftowym. W mieście od 1996 r. działa też instytut badawczo-naukowy zajmujący się sprawami związanymi z poszukiwaniem i eksploatacją złóż ropy i gazu.

## Demografia
- 2005 – 56 950
- 2021 – 68 700[2]

## Transport
Kogałym posiada lotnisko międzynarodowe. W mieście działa linia lotnicza Kogalymavia.